# Гостерачки
Гостерачки — деревня в Молоковском районе Тверской области. Входит в Обросовское сельское поселение. Расположена на правом берегу Могочи.
| 2008 | 2010 |
| ---- | ---- |
| 6    | ↘1   |

## История
Находящийся рядом с деревней курган и курган на противоположном берегу Могочи у деревни Бор-Шалаев, а так же группа из 10 курганов у д. Большое Рашино, возможно, являются захоронением татарских воинов, погибших в этих местах в сражении русской рати с отрядами хана Батыя. На такую возможность наводит прежний вариант названия деревни: Гостирачки (так в «Списке населённых мест Тверской губернии 1859 г.»), возможно — «кости ратские».
Татарами было основано близ лежащее село Большое Рашино. А в 10 км от Гостерачек, у деревни Борис-Глеб, были найдены меч и шлем русского воина (до 1929 года хранились в храме с. Молоково).
На кургане около Гостерачек стояла часовня, превращённая в начале 1930-х годов в пожарный сарай.
Жители деревни занимались земледелием, плели корзины из дранки, в деревне была кузница.
В 1920-х годах в деревне было около 70 домов.
В 1931 году единоличные хозяйства были объединены в колхоз «Красный путь», вошедший позже в колхоз «Ленинская искра».

## Известные люди
Родился Дмитрий Иванович Рыжонков (1930—2021) — советский и российский учёный-металлург